# CHANGE (エフエム佐賀)
『CHANGE』（チェンジ）はFM佐賀で2015年4月1日から生放送しているラジオ番組。

## 概要
『CHANGE』は、2015年4月1日から放送されている番組で16時から18時53分16秒までの生放送。
エフエム佐賀の第1スタジオから放送している。
『CHANGE』は夕方のお仕事気分から、楽しい気分に“CHANGE”してくれる番組。
月曜日から金曜日までの個性豊かなパーソナリティーの分布で、エフエム佐賀の番組の中でも人気を集めている。

## 放送時間
- 平日 16:00 - 19:00

## パーソナリティー

### 現在のパーソナリティ
- 月曜日：柿本里那さん
- 火曜日：田代奈々さん
- 水曜日：椎木樹人さん
- 木曜日：柿本里那さん
- 金曜日：コガ☆アキさん・内山敬太（ケイタク）さん

### 過去のパーソナリティ
| 期間      | 期間      | 月曜日     | 火曜日   | 水曜日   | 木曜日    | 金曜日                         |
| --------- | --------- | ---------- | -------- | -------- | --------- | ------------------------------ |
| 2015.4.1  | 2021.4.2  | 飯地紀美子 | 田代奈々 | 嶋田和孝 | コガ☆アキ | コガ☆アキ 原和正               |
| 2021.4.5  | 2024.3.29 | 飯地紀美子 | 田代奈々 | 椎木樹人 | コガ☆アキ | コガ☆アキ 原和正               |
| 2024.4.1  | 2024.9.30 | 飯地紀美子 | 田代奈々 | 椎木樹人 | 柿本里那  | コガ☆アキ 内山敬太（ケイタク） |
| 2024.10.1 | 現在      | 柿本里那   | 田代奈々 | 椎木樹人 | 柿本里那  | コガ☆アキ 内山敬太（ケイタク） |

## 番組内コーナー
- 月曜日：つぶやきます
- 火曜日：リクエストダービー
- 水曜日：LOVEゾンサガ（水曜日だけ18：00の時報後）
- 木曜日：はなうた音泉
- 金曜日：好々加源三郎先生のオーラのら

｛時間はエンディング前（17：30～17：45）の間のどこか｝